# سهل آباد (مقاطعة فيروز آباد)
سهل‌آباد (بالفارسية: سهل‌آباد) هي قرية تقع في قسم أحمد آباد الريفي في إيران. يقدر عدد سكانها بـ 98 نسمة .